# Little Eccleston
Little Eccleston – przysiółek w Anglii, w Lancashire. Leży 12 km od miasta Blackpool, 21,9 km od miasta Lancaster i 322,1 km od Londynu. Little Eccleston jest wspomniana w Domesday Book (1086) jako Alia Eglestun.